# مسانج مشترك
في علم الوراثة، يُعرَّف كائنين يختلفان في موقع كروموسومي واحد فقط وجزء مرتبط من الكروموسوم على أنهما متجانسان. وبالمثل، تختلف الكائنات الحية المنشأ في موقع كروموسومي واحد فقط وليس في الكروموسوم المحيط. على عكس الكائنات الحية المتجانسة، لا يمكن تربية الكائنات الحية المنشأ وتحدث فقط من خلال طفرة تلقائية أو مستهدفة في الموقع.

## توليد سلالات متجانسة
تُنشأ السلالات المتجانسة في المختبر عن طريق تزاوج سلالتين فطريتين (عادة الجرذان أو الفئران)، وعبور الأحفاد من 5 إلى 10 أجيال مع إحدى السلالات الأصلية، والمعروفة باسم السلالة المتلقية. عادة ما يَجري الانتقاء لأي من النمط الظاهري أو النمط الجيني قبل كل جيل من التهجين الخلفي. وبهذه الطريقة، يُمرَّر نمط ظاهري مثير للاهتمام، أو منطقة كروموسومية محددة تُفحص بواسطة النمط الجيني، من سلالة المتبرع إلى خلفية متلقية موحدة. يمكن بعد ذلك مقارنة الفئران أو الجرذان الخلقية بالسلالة المتلقية النقية لتحديد ما إذا كانت مختلفة ظاهرياً إذا كان الانتقاء لمنطقة النمط الجيني، أو لتحديد الموضع الجيني الحرج، إذا كان الانتقاء لنمط ظاهري.
يمكن إنتاج المتجانسات السريعة في أقل من خمسة أجيال متقاطعة، من خلال الاختيار في كل جيل من النسل الذي لا يحتفظ فقط بالجزء الكروموسومي المطلوب، ولكن أيضاً "يفقد" أكبر قدر ممكن من المعلومات الوراثية الأساسية من سلالة المتبرع. يعرف هذا أيضاً باسم التكوينات بمساعدة الواسمات، بسبب استخدام العلامات الجينية، وعادة ما تكون علامات التكرارات المترادفة القصيرة، ولكن الآن، بشكل أكثر شيوعاً، علامات تعدد أشكال النوكليوتيدات المفردة. يمكن مساعدة هذه العملية بشكل أكبر من خلال الإباضة الفائقة للإناث، لإنتاج المزيد من البيض.